# Wegendorf
Wegendorf ist ein Ortsteil der Stadt Altlandsberg im Landkreis Märkisch-Oderland (Brandenburg). Bis zur Eingemeindung 1997 in die Stadt Altlandsberg war Wegendorf eine selbständige Gemeinde.

## Geografie

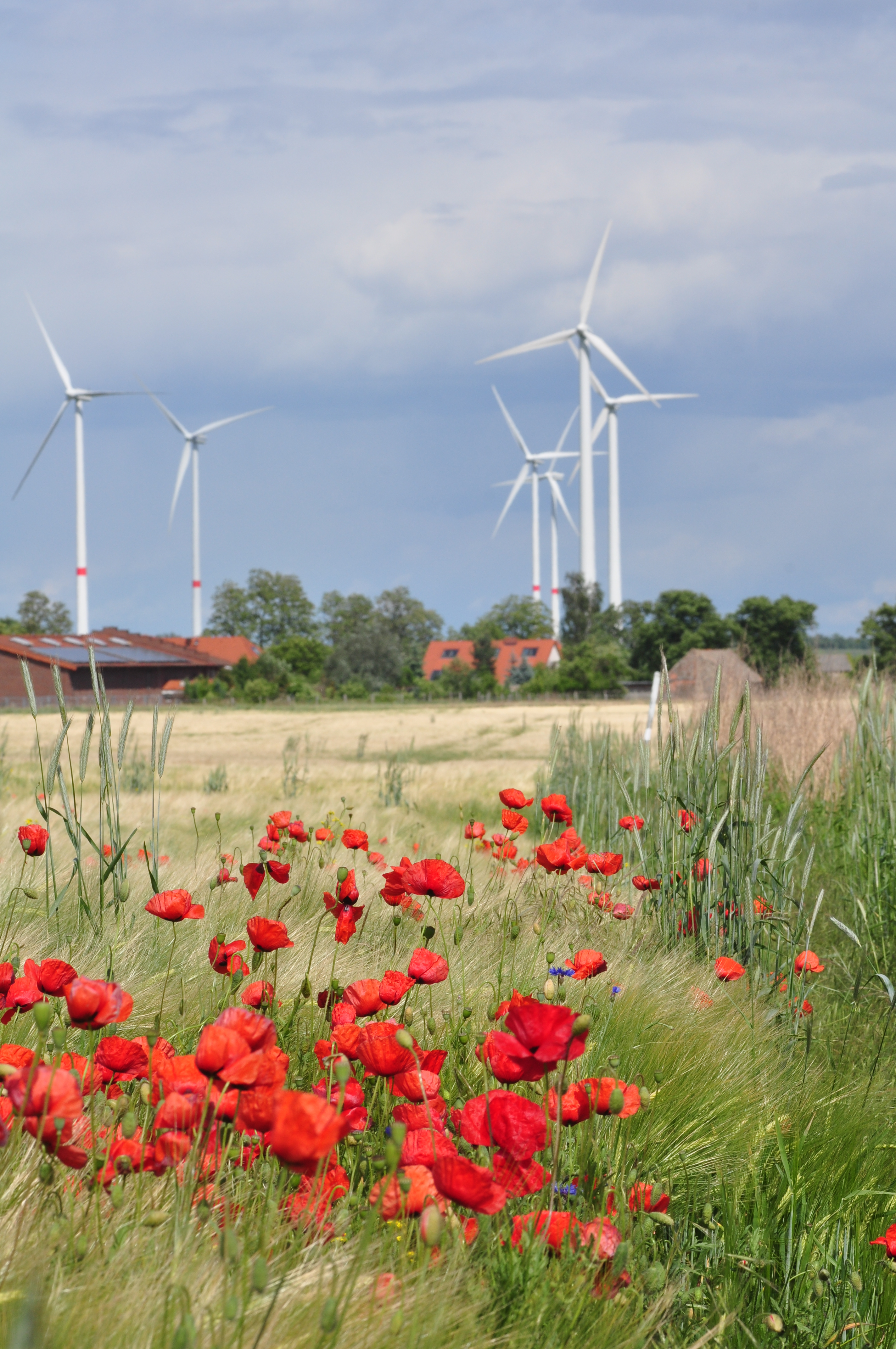
Landschaft bei Wegendorf

Der Ort Wegendorf liegt östlich bis nordöstlich von Berlin im so genannten „engeren Verflechtungsraum“ der Bundeshauptstadt, welcher im Volksmund auch gern als Speckgürtel bezeichnet wird. Geografisch gehört Wegendorf zu der eiszeitlich gebildeten Hochfläche Barnim, die zum Jungmoränenland mit typischen Grundmoränenflächen zählt. Die Höhe variiert je nach Ortslage zwischen 65 und 75 Metern über dem Meeresspiegel. Zum Ortsteil gehört der Wohnplatz Steinau. Ein benachbarter Wohnplatz ebenfalls namens Steinau gehört zu Werneuchen und damit zum Landkreis Barnim.

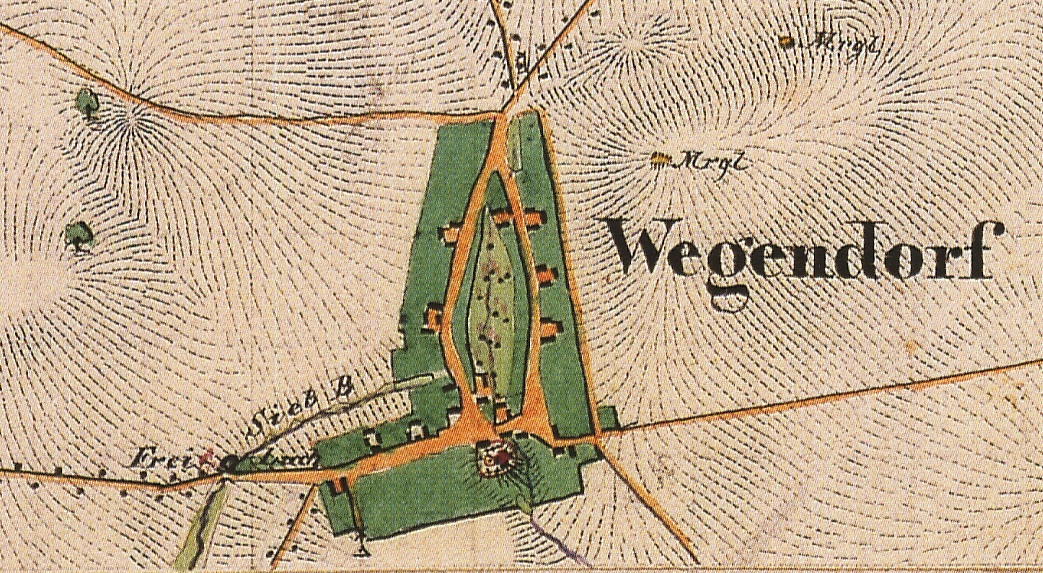
Wegendorf auf der Preußischen Kartenaufnahme von 1839 (Urmesstischblatt) von 1839

## Geschichte
Wegendorf wurde erstmals in einer Urkunde aus dem Jahr 1345 als Wedegendorph erwähnt. Der Name leitet sich von einem deutschen Personennamen Wedego/Widugo ab und lässt sich als Dorf eines Wedego interpretieren. Bis um 1850 wurde der Ortsname als Wedegendorf geschrieben (z. B. Fidicin). Die Bezeichnung lässt also auf eine Gründung im Zuge der Deutschen Ostsiedlung schließen. Der Namen Wedego war im Spätmittelalter, wenn auch sehr selten noch gebräuchlich wie der Name Wedigen/Wedig von Holzendorf in einer Urkunde von 1493 zeigt. Nach der Dorfstruktur handelt es sich um ein Winkelangerdorf.

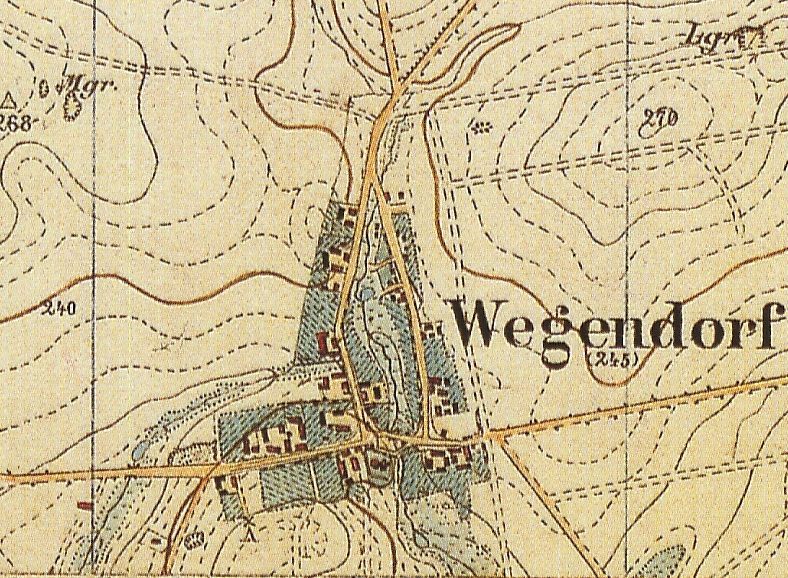
Wegendorf auf dem Messtischblatt 3348 Werneuchen von 1870/1

Das Dorf hat wahrscheinlich eine slawische Siedlung abgelöst, denn 1880 fanden sich in einem Garten des Mitteldorfes slawische Gefäßreste.

„Wedegendorf sunt 66 mansi, quorum plebanus habet 4. Ad pactum quilibet mansus solvit 3 modios siliginis, 3 ordei et 10 avene et quartale pisorum; ad censum quilibet mansus 26 denarios; ad precariam dimidietatem ut in pacto et in censu et ultra 11⁄2 modium siliginis. Cossati sunt 11, solvunt in universo 8 solidos mansionariis. Taberna dat 1 talentum. Petze Jacobes, civis in Berlin habet super 9 mansos pactum et censum a Hen. Groben; item relicta Permynters habet super 4 mansos censum et pactum a Hen. Grobin; Henning Růtcher, civis, habet super 4 pactum et censum a marchione; Lůbbesack cum fratre suo habet 31⁄2 frusta a Hen. Grobin; Busse de Britzik habet pactum et censum super 7 mansos a marchione. Claus de Grobin habet 71⁄2 mansos pactum et censum. Ad altare 8 frusta, Flůgge, civis in Berlin, habet 6 frusta in precaria a marchione. Precariam et servicium curuum habet Tyle Brůgge ab antiquo. Supremum iudicium et ius patronatus habet Henning de Groben ab antiquo.“

Nach dem Landbuch Kaiser Karls IV. von 1375 war die Feldmark des Ortes also in 66 Hufen unterteilt. Davon gingen 4 Freihufen ab, die der Pfarrer hatte, 62 Hufen waren demnach zins- und pachtpflichtig, Von jeder Hufe mussten 3 Scheffel Roggen, 3 Scheffel Gerste, 10 Scheffel Hafer und 1 Viertel an Erbsen bezahlt werden. Der Zins pro Hufe betrug 26 Pfennig. Für die Bede mussten die Hälfte wie Pacht und Zins und dazu 11⁄2 Scheffel Roggen entrichtet werden. Im Dorf lebten 11 Kossäten, von denen jeder 8 Schilling an die Vollbauern zahlen musste. Der Krug hatte eine Abgabe in Höhe von 1 Pfund. Das Untergericht und das Patronatsrecht waren seit alters im Besitz des Henning von Groeben, die Bede ging seit alters an Tyle Brugge, der auch die Wagendienste der Bauern in Anspruch nehmen durfte. Die bäuerlichen Abgaben an Pacht und Zins gingen dagegen an verschiedene bürgerliche und adlige Nutznießer. Der Bürger Petze Jacob aus Berlin durfte Pacht und Zins von 9 Hufen einziehen, die er von Henning von Groeben zu Lehen hatte. Die Witwe Permynter hatte Pacht und Zins von 4 Hufen, die sie ebenfalls von Henning von Gröben zu Lehen hatte. Auch ein Bürger namens Lubbesack bezog 31⁄2 Zählstücke aus Wegendorf, die er von Henning von Groeben zu Lehen hatte. Der Bürger Henning Rutcher hatte die Pacht- und Zinseinnahmen aus 4 Hufen allerdings als direktes Lehen vom Markgrafen, ebenso Busse von Britzik über Pacht und Zins von 7 Hufen. Claus von Groeben war im Besitz der Pacht- und Zinseinnahmen von 71⁄2 Hufen; hier ist kein Vermerk vorhanden, ob es sich um ein direktes markgräfliches Lehen handelte oder ein Lehen des Ortsherren Henning von Groeben. Einem nicht weiter spezifizierten Altar bzw. dessen Pfründe standen 8 Zählstücke zu. Es konnte sich dabei nur um den Altar des Apostels Andreas in der Marienkirche handeln, der 1345 von Ludwig dem Älteren, Markgraf von Brandenburg mit 8 Pfund Brandenburgischen Pfennig begabt worden war. 6 Pfund waren zu Michaelis (29. September) fällig, 2 Pfund zu Nicolai (6. Dezember). Im Landbuch war nicht vermerkt, von wem diese 8 Zählstücke zu Lehen gingen, nach der Urkunde von 1345 waren die 8 Zählstücke ebenfalls markgräfliches Lehen. Der Bürger Flügge in Berlin hatte aus der Bede 6 Zählstücke als Lehen vom Markgrafen.
Bis 1412 waren zwei Teile des Gerichts (Ober- und Untergericht), das Patronat und ein Zins von 16 Stück Geldes an Betk/Beteke von Bredow gekommen. Auch ein Bürger Heckelberg hatte Einnahmen aus Wegendorf.
1433 erhielt Thomas von Wins vom Markgrafen Friedrich I. die Belehnung mit einer Rente von fünfeinhalb Schock und elf Groschen in Geld, die er von Jasper und Arnd von Bredow, Söhne des verstorbenen Claus von Bredow sowie Jasper von Bredow, Sohn des Beteke von Bredow gekauft hatte.
1434 belehnte Markgraf Johann die Brüder Jasper und Arnd von Bredow, Söhne des verstorbenen Claus von Bredow sowie Jasper von Bredow, Sohne des Beteke von Bredow mit zwei Teilen des Ober- und Untergerichts, elf Schock Geldes, fünfeinhalb Scheffel Erbsen (erweis) und zwölf Hühnern.
1437 belehnte Markgraf Johann den Berliner Bürger und kurfürstlichen Rat Heinz Donner mit Ober- und Untergericht, Patronat (die anderen Teile des Gerichts?) und dem größeren Teil der Bede (daraus 301⁄2 Scheffel, zweieinhalb Wispel und einen Scheffel Hafer, sechs Schillinge Groschen und dreieinhalb Pfennige) in Wegendorf.
1441 erhielt Thomas Wins von Markgraf Friedrich II. die Belehnung über achteinhalb Stücke Geldes und Zins und die Rauchhühner aus zwei Hufen in Wegendorf.
1444 wechselte das Dorf erneut seinen Besitzer. Der brandenburgische Markgraf Friedrich II. belehnte den Berliner Bürger Hans Markow mit dem Ober- und Untergericht und dem Patronat, und die Einnahmen aus Bede und Zins von 19 Hufen.

„Wedighendorf hat Kasper von Breydow von myn hern zcu lehne. Uff der feltmark seyn LVI huben: dauon hat der pfarrer IIII, das gotzhuß I, dy andern gibt iglich XXII gr., sunder I huben, gibt XX gr.; der Cruck gibt XX gr., VIII Coseten, II syn wust, dy andern geben zcusamen XX gr. Alles gerechnet uff XXXV stuck; geben V Schock V gr.“

Das Schoßregister von 1450 gibt 56 bäuerliche Hufen auf der Feldmark, davon hatte der Pfarrer vier Hufen und die Kirche eine Hufe. Jede Hufe zinste 22 Groschen außer einer Hufe, die nur 20 Groschen an Zins geben musste. Im Dorf gab es acht Kossätenstellen, von denen aber zwei nicht besetzt waren. Es gab einen Krug im Dorf, der 20 Groschen zinste. Die Gerichte gehörten dem Kasper von Bredow (alle Teile?).
1472 wurden Heinrich, Ebel, Hans, Matthias und Henning von Krummensee, Brüder und Vettern, von Markgraf Albrecht mit Stadt und Schloss Altlandsberg und ihren Besitzungen belehnt. Darunter waren auch die Gerichte und das Patronat über Dorf Wegendorf, jedoch ohne die Zinsen, die den v. Bredow und Claus Wins zustanden.

„Wedigendorp hebben die Crummensee. Up der feltmark sint LVI huffen: heth der perrer IIII, dat gotzhuß I und iß I wuste; dy andern LX huffen, geffen LIX igliche XXII gr. und I huffe gefft XX gr.“

Im Schoßregister von 1480 werden wiederum 56 bäuerliche Hufen genannt, zu denen die vier Pfarrhufen kamen sowie eine Kirchenhufe. Ein Hof mit einer Hufe war wüst, 60 Hufen waren zinspflichtig, 59 Hufen gaben je 22 Groschen Zins, eine Hufe 20 Groschen. Der/Ein Krug wird nicht (mehr) erwähnt. Das Dorf im Besitz der v. Krummensee. 1527 war die Feldmark in 62 Hufen eingeteilt.
1541 erhielten Ebel, Hans, Caspar, George, Joachim und Wilhelm von Krummensee, Brüder und Vettern aus Altlandsberg, Krummensee und Wegendorf gesessen, die Bestätigung ihrer Lehen. Nach dem Visitationsprotokoll von 1541 war Georg von Krummensee Patronatsherr in Wegendorf und hatte den Rittersitz in Wegendorf inne. Zu dieser Zeit hatte auch eine Familie Stroband Zinsen aus Wegendorf. 1586 hatte ein Bürger Grieben die Hebungen von drei Bauern in Wegendorf. Auch der Bereits 1375 scheint seinen Anteil bis 1586 gehalten zu haben. Auch die Familie v. d. Gröben auf Bornstedt und Golm hatte 1586 und dann noch 1644 Hebungen von drei Bauern in Wegendorf.
1586 gehörten zu diesem Rittersitz acht Hufen Land, eine Schäferei mit 500 Schafen und Vieh der Knechte, ein Landgarten, eine Wiese hinter dem Hufschlag und eine Wiese an der Steinitz (Altlandsberger Mühlenfließ) gelegen. Eine Wiese war mit den Bauern gekavelt. Im Sommer wurde auch Fischerei betrieben. Der Schulze hatte einen Hof mit vier Hufen. Außer dem Schulzenhof gab es 15 weitere Bauernhöfe, darunter waren sieben Vierhufenhöfe, sechs Dreihufenhöfe (davon ein Erbkrüger), ein Dreihufenhof wurde zum Kossätenhof gemacht, ein Zweihufenhof und ein Einhufenhof, auf dem allerdings ein Kossäte saß. Von den sechs im Dorf ansässigen Kossäten bewirtschaftete einer einen Einhufenhof und einer war der Dorfhirte. 1624 bestand die Bevölkerung von Wegendorf aus 15 Hufenbauern, sechs Kossäten, einem Hirten und einem Hirtenknecht. Zum herrschaftlichen Vorwerk gehörten acht Hufen. Zum Pfarrhof gehörten vier Hufen, zur Kirchenpfründe eine Hufe. Einen Dreihufenhof hatten die v. Röbel ausgekauft und zum Kossätenhof gemacht. Ein Kossätenhof war nicht bewirtschaftet. Es liegen keine direkten Nachrichten aus der Zeit des Dreißigjährigen Krieges vor. Aber der Zustand des Dorfes im Jahre 1652 lässt die Katastrophe erahnen, die das Dorf in dieser Zeit traf. 1652 hatte der Ort gerade noch zwei bäuerliche Einwohner, einen Hausmann und drei Knechte. In dieser Zeit wurden eine Reihe bäuerlicher Hufen von der Herrschaft zu ihrem Rittersitz gezogen. 1680 waren dann fast alle Hufen wieder in Bewirtschaftung. Allerdings hatte sich die Zahl der Bauernhöfe auf zehn verringert. Die zehn Hufenbauern bewirtschafteten je vier Hufen. Ein Dreihufenhof und fünf weitere Bauernhufen waren zum Rittersitz gekommen. Insgesamt hatte das Rittergut 16 Hufen. Allerdings waren nur 11 davon Freihufen, fünf Hufen zinsten wie Bauernhufen. Von den ursprünglich acht Kossätenstellen waren zwei unbesetzt. Fünf Kossäten hatte je eine Bauernhufe erhalten und auf einer Kossätenstellen saß der Hirte. 1685 wurden immerhin noch 50 Hufen zur Steuer veranlagt (schossbar), acht Hufen waren Ritterhufen, drei von Abgaben befreite Hufen, vier Pfarrhufen und eine Kirchenhufe; die schossbaren Hufen wurde mit sieben Groschen veranlagt. Nach dem Übergang der Herrschaft Alt-Landsberg und Schaffung des Amtes Alt-Landsberg 1709 betrug die Aussaat auf dem Vorwerkland acht Wispel, fünf Scheffel und vier Metzen Roggen, drei Wispel Gerste, zwei Wispel Hafer, sechs Scheffel Erbsen, ein Scheffel Leinsamen und zwei Scheffel Brotroggen. In den Ställen des Vorwerks standen vier Pferde, 28 Stück Rindvieh, 15 Schweine und diverses Federvieh. 1745 lebten im Dorf selber, die Einwohnerzahl des Vorwerks ist nicht angegeben, zehn Bauern(familien), sechs Kossäten(familien) und ein Hirte im Dorf. 1734 betrug die Einwohnerzahl 148 Menschen. 1755 war einer der fünf Kossätenhöfe nicht besetzt und wurde von einem anderen Kossäten mit genutzt. Inzwischen hatten sich außerdem zwei Büdner, ein Schmied und drei Einlieger angesiedelt. Zum Vorwerk gehörten 36 Hufen Landes, ein Morgen Garten und 23 Morgen Wiese. Darauf wurden 12 Kühe, sechs Stück Güstevieh, 400 Schafe, Schweine und Federvieh gehalten. 1764 wurde das Vorwerk aufgelöst und mit Kolonisten besetzt. 1772 lebten 171 Menschen in Wegendorf. Die Bevölkerungsstruktur wurde mit 14 Bauern und Halbbauern, sechs Kossäten und Büdner und ein Schmied angegeben. Im Jahre 1801 war die Bevölkerung auf 147 Personen gesunken. Es waren 13 Ganzbauern, vier Ganzkossäten, zwei Büdner, zwei Einlieger, ein Schmied und ein Krüger, die an 27 Feuerstellen (Häusern) lebten. Das Urmesstischblatt von 1839 verzeichnet nun auch eine Windmühle südlich des Ortes. Die Windmühle stand auf einem heute noch kenntlichen Grundstück, das etwas nach Osten versetzt hinter dem Grundstück des Hauses Altlandsberg Weg 5 anschließt. Wie lange sie existierte ist nicht genau bekannt. Auf dem Meßtischblatt 3348 Werneuchen (Ausgabe von 1903) ist sie noch eingezeichnet, während sie auf dem Meßtischblatt 3348 Werneuchen (Ausgabe von 1919) nicht mehr verzeichnet ist. 1840 gab es 22 Wohnhäuser im Ort. 1850 wurde das Vorwerk Steinau eingerichtet. Ohne Steinau wurden 1860 im Ort gezählt: vier öffentliche Gebäude, 24 Wohnhäuser und 57 Wirtschaftsgebäude (darunter eine Windgetreidemühle). 1900 wurden schon 35 (Wohn-)Häuser gezählt. Im Ersten Weltkrieg fielen sieben junge Männer aus dem Dorf. 1931 standen im Ort bereits 39 Wohnhäuser. 1939 gab es 15 land- und forstwirtschaftliche Betriebe mit einer Größe zwischen 20 und 100 Hektar. 15 Betriebe hatten eine Größe von 10 bis 20 ha, 13 Betriebe eine Größe von 5 bis 10 ha. 23 Kleinbetriebe erreichten nur eine Größe von 0,5 bis 5 ha.
Im Zweiten Weltkrieg blieb Wegendorf von Kriegszerstörungen weitgehend verschont.
Bei der Landreform nach dem Zweiten Weltkrieg wurden 135 ha enteignet und aufgeteilt. 30 ha wurden an drei Landarbeiter und landlose Bauern verteilt. 81 ha gingen an neun landarme Bauern und 24 ha an vier Umsiedler. 1953 wurde eine LPG Typ I mit 15 Mitgliedern und 350 ha landwirtschaftlicher Nutzfläche gegründet. 1960 war eine zweite LPG (Typ III) entstanden, die 96 Mitglieder und 831 ha landwirtschaftliche Nutzfläche hatte. Die LPG Typ I hatte nun 19 Mitglieder und 180 ha landwirtschaftliche Nutzfläche. 1968 schlossen sich die LPG's von Wegendorf und Buchholz zur LPG Wegendorf-Buchholz zusammen. Die LPG Typ I Wegendorf wurde 1973 gelöscht. 1975 schloss sich auch die zweite LPG in Buchholz an die LPG Wegendorf-Buchholz an.
Nach der Wende entstanden mit der City-Haus-Siedlung und der Buchholzer Siedlung zwei neue Wohngebiete, die Einwohnerzahl verdreifachte sich dadurch. Einige Unternehmer siedelten sich hier an.
| Bevölkerungsentwicklung von 1734 bis 1996 | Bevölkerungsentwicklung von 1734 bis 1996 | Bevölkerungsentwicklung von 1734 bis 1996 | Bevölkerungsentwicklung von 1734 bis 1996 | Bevölkerungsentwicklung von 1734 bis 1996 | Bevölkerungsentwicklung von 1734 bis 1996 | Bevölkerungsentwicklung von 1734 bis 1996 | Bevölkerungsentwicklung von 1734 bis 1996 | Bevölkerungsentwicklung von 1734 bis 1996 | Bevölkerungsentwicklung von 1734 bis 1996 | Bevölkerungsentwicklung von 1734 bis 1996 | Bevölkerungsentwicklung von 1734 bis 1996 | Bevölkerungsentwicklung von 1734 bis 1996 | Bevölkerungsentwicklung von 1734 bis 1996 | Bevölkerungsentwicklung von 1734 bis 1996 | Bevölkerungsentwicklung von 1734 bis 1996 | Bevölkerungsentwicklung von 1734 bis 1996 | Bevölkerungsentwicklung von 1734 bis 1996 | Bevölkerungsentwicklung von 1734 bis 1996 |
| ----------------------------------------- | ----------------------------------------- | ----------------------------------------- | ----------------------------------------- | ----------------------------------------- | ----------------------------------------- | ----------------------------------------- | ----------------------------------------- | ----------------------------------------- | ----------------------------------------- | ----------------------------------------- | ----------------------------------------- | ----------------------------------------- | ----------------------------------------- | ----------------------------------------- | ----------------------------------------- | ----------------------------------------- | ----------------------------------------- | ----------------------------------------- |
| Jahr                                      | 1734                                      | 1772                                      | 1801                                      | 1817                                      | 1840                                      | 1858                                      | 1875                                      | 1895                                      | 1910                                      | 1925                                      | 1939                                      | 1946                                      | 1950                                      | 1964                                      | 1971                                      | 1981                                      | 1991                                      | 1996                                      |
| Einwohner                                 | 148                                       | 171                                       | 147                                       | 147                                       | 186                                       | 225                                       | 285                                       | 329                                       | 314                                       | 301                                       | 392                                       | 553                                       | 540                                       | 392                                       | 384                                       | 319                                       | 296                                       | 352                                       |

### Herrschaft und politische Zugehörigkeit
Wegendorf liegt in der historischen Landschaft des Barnim, aus dem sich im 16./17. Jahrhundert zwei Kreise herausbildeten, der Niederbarnimsche und der Oberbarnimsche Kreis. Wegendorf gehörte zum Oberbarnimschen Kreis. Das Dorf war sicher ursprünglich markgräflich, aber noch vor 1375 an die von Gröben gekommen, die die Gerichte und das Patronat besaßen. Die Abgaben der Bauern waren aber z. T. auch an andere Personen gekommen, z. T. als markgräfliches Lehen, z. T. aber auch als Lehen derer von Gröben. 1412 besaß Betk/Beteke von Bredow die Gerichte und das Patronat. 1434 belehnte Markgraf Johann die Brüder Jasper und Arnd von Bredow, Söhne des verstorbenen Claus von Bredow sowie Jasper von Bredow, Sohne des Beteke von Bredow mit zwei Teilen des Ober- und Untergerichts. Vermutlich waren die anderen Teile der Gerichte im Besitz des Berliner Bürgers und kurfürstlichen Rats Heinz Donner, der 1437 damit belehnt wurde. 1444 belehnte der brandenburgische Markgraf Friedrich II. den Berliner Bürger Hans Markow mit dem Ober- und Untergericht und dem Patronat (nur mit einem Teil?). Nach dem Schoßregister gehörte Wegendorf 1450 dem Kasper von Bredow (oder nur ein Teil?). 1472 wurden Heinrich, Ebel, Hans, Matthias und Henning von Krummensee, Brüder und Vettern, mit Wegendorf belehnt. Infolge von Erbteilungen baute eine Linie der v. Krummensee in Wegendorf einen Rittersitz auf. 1541 gehörte Dorf und Rittersitz Wegendorf dem Georg von Krummensee. Ihm folgte sein Sohn Otto nach (um 1570), der 1584 starb. Das Gut war hoch verschuldet und die drei erbberechtigten Söhne des Otto, Caspar, Albrecht und Jacob, mussten 1586 Krummensee, Wegendorf und Hirschfelde für 30 000 Taler an Johann von Roebel verkaufen. In der brüderlicher Teilung kam Wegendorf für 14 036 Tlr. an Hans Diedrich von Roebel, denn Hans Diedrich hatte Krummensee als Pfand für ein Darlehen von 30.800 Talern. Hans Diedrich starb ohne männliche Leibeserben und Wegendorf ging an seine fünf Brüder. Wegendorf kam nun an Moritz August von Roebel, der das Dorf 1621 schuldenhalber an Joachim von Krummensee zu Altlandsberg verkaufte. In der Zeit als die v. Roebel im Besitz von Wegendorf waren, kauften sie einen Dreihufenhof auf und erreichten die Befreiung dieser Hufen von Belastungen. Er blieb auch nach dem Verkauf des Dorfes im Besitz der v. Roebel. 1631 kam das Freigut an die Familie von Kallenberg, 1644 kaufte Hans Idell von Heise dieses Freigut von Melchior von Kallenberg. Er verkaufte es bald darauf für 500 Taler an Michel Schmidt, Bürger in Berlin. 1656 kaufte der „Erste Minister“ Otto von Schwerin Krummensee und Wegendorf für 24.000 Taler, insgesamt 49 Hufen, die er bis 1662 zu bezahlen hatte. Nach den angegebenen Hufenzahlen konnte er damit Wegendorf (noch) nicht ganz erwerben. Vermutlich gingen noch Hebungen von einigen Hufen an Dritte. Bis 1680 war auf jeden Fall das gesamte Dorf im Besitz derer von Schwerin. 1708 kaufte der brandenburgische Kurfürst und König in Preußen Friedrich I. die Herrschaft Alt-Landsberg und wandelte sie in ein Amt um. Wegendorf wurde Amtsdorf. Das Amt Alt-Landsberg bestand bis zur Kreisreform 1872. Wegendorf wurde eine selbständige Landgemeinde im Landkreis Oberbarnim. 1932 und 1957 wurde das Vorwerk Steinau als Vorwerk bezeichnet, ab 1964 bis 1973 als Ortsteil. 1950 wechselte der Ort von Landkreis Oberbarnim zum Landkreis Niederbarnim. Mit der Kreisreform von 1952 kam Wegendorf zum Kreis Strausberg im damaligen Bezirk Frankfurt. Nach der Wende wurden 1992/93 im Zuge einer ersten Verwaltungsreform Ämter gebildet, die die Verwaltungsgeschäfte der überwiegend kleinen und kleinsten Gemeinden in Brandenburg übernahmen. So bildete sich 1992 zunächst das Amt Niederbarnim-Süd, in dem sich acht Gemeinden zusammengeschlossen hatten, darunter auch Wegendorf. Es wurde bereits 1993 wieder aufgelöst. Noch im selben Jahr bildete sich dann das Amt Altlandsberg mit sechs Gemeinden, darunter auch Wegendorf. Zum 31. Dezember 1997 wurde Wegendorf in die Stadt Altlandsberg eingegliedert und ist seither ein Ortsteil der Stadt Altlandsberg. Der frühere Ortsteil Steinau ist seither nur noch ein Wohnplatz der Stadt Altlandsberg. Die übrigen Gemeinden schlossen sich 2002 zur neuen Stadt Altlandsberg zusammen, das Amt Altlandsberg wurde zu Ende des Jahres 2002 aufgelöst. Nach der Hauptsatzung der Stadt Altlandsberg wählen die Bürger von Wegendorf einen Ortsbeirat bestehend aus drei Mitgliedern, aus deren Mitte der Ortsvorsteher gewählt wird.

### Kirchliche Zugehörigkeit
1459 gehörte Wegendorf zur Sedes Strausberg des Bistums Brandenburg. Nach dem Visitationsprotokoll von 1541 war Peter Blankenburg Pfarrer in Wegendorf. Zum Pfarrhof gehörten vier Hufen, die aber anscheinend verpachtet waren, denn der Pfarrer bekam davon zwei Wispel 16 Scheffel Roggen und Hafer. Zum Pfarrhof gehörten auch vier Wiesen in der Nähe der Hufen gelegen. Von den Hüfnern bekam er jährlich 61 Scheffel Scheffelkorn und ein Pfund Wachs. Der Küster wohnte in einem freien Küsterhäuslein und erhielt 31 Scheffel Korn, von jedem Hof (Bauern und Kossäten) jährlich vier Brote, vier Pfennige, von jeder Hufe zwei Eier, zwei Groschen von der Kirche (Kasse der Kirchenpfründe) und vom Pfarrer zwei Groschen. Zum Unterhalt der Kirche war eine Hufe und eine Wiese bzw. deren Abgaben bestimmt. Schon vor Jahren hatte der Ortsherr Georg von Krummensee den Pfarrer aus dem wahrscheinlich baufälligen Pfarrhaus gewiesen und ihn auf einen Bauernhof gesetzt, vermutlich um sich die Kosten zum Bau oder Wiederinstandsetzung des Pfarrhauses zu sparen. Bei der Visitation wurde er aber angewiesen, den Pfarrhof wieder zu erneuern und den Pfarrer wieder im Pfarrhaus wohnen zu lassen. Zur Mutterkirche in Wegendorf gehörte (1614) als Filialkirche die Gemeinde Hirschfelde. 1674 wurde Wegendorf vom Oberpfarrer in Altlandsberg mitkuriert. Seit 1700 war Wegendorf Tochterkirche von Altlandsberg. 1840 und 1900 gehörte Altlandsberg und damit auch Wegendorf zur Superintendentur Strausberg.

## Schule
Schon 1683 hatte Wegendorf eine Schule. Das Schwerinsche Hausbuch von 1683 vermerkt: Der Küster, so auch zugleich Schulmeister sein und deshalb aparte befriedigt werden muß, hat ein Küsterhäuslein und ein Gärtlein dabei.
Das Schulhaus wurde 1893 und 1904 umgebaut und erweitert, die Zahl der Schüler betrug damals 40 bis 50, später bis zu 70. Die Schule wurde später aufgelöst und das Gebäude durch den Kindergarten genutzt, welcher 1992 geschlossen wurde. 1993 gründete ein Elternverein einen neuen Kindergarten mit anfangs 15 Kindern. Heute befindet er sich in einem neuen Gebäude in der Schulstraße mit rund 75 Kindern (Stand 2008).

## Bau der Hochwasserschutzanlage im Jahr 2008
Die in den 1990er Jahren erschlossene Buchholzer Siedlung liegt in einer Mulde (Tiefpunkt), was bei gefrorenem Boden, Regen und Schneeschmelze zu Überflutungen führt. Der im Jahr 2008 fertiggestellte Wasserfanggraben mit vorgelagertem Teich dient zum Auffangen des Wassers, das mittels einer Rohrleitung (Durchmesser 1,60 Meter) in den tiefer gelegenen Wederfließ abläuft. Der Wederfließ unterquert die Chaussee im Ort und transportiert das Wasser ab. Die dadurch entstandene Angst vor Eigentumsverlust mit einhergehenden Sicherheitsproblematiken konnte somit ein Ende finden.

## Neubau der Ortsdurchgangsstraße im Jahr 2010
Die stark verschlissene Alte Dorfstraße (Landesstraße L235), welche als Ortsdurchgangsstraße dient und das Erscheinungsbild des alten Dorfkerns entscheidend prägt, wurde grundhaft erneuert. In diesem Zusammenhang erfuhren auch alle Straßenbegleitungen, wie Fußwege, Laternen etc. eine vollständige Erneuerung.

## Neubau der Verbindungsstraße Wegendorf – Altlandsberg über Neuhönow
Derzeit ist auch ein Neubau der Verbindungsstraße Wegendorf–Altlandsberg über Neuhönow im Gespräch, um eine optimale Anbindung zur Stadt Altlandsberg zu ermöglichen. Diese Straße ist schon in alten militärischen Karten aus dem 18. Jahrhundert eingezeichnet und ist heute für herkömmliche Kfz kaum noch befahrbar. Der daraus entstehende Sicherheitsvorteil für z. B. Rettungsdienste sowie eine infrastrukturelle Erschließung zwischen Wegendorf und Altlandsberg sind die Hauptgründe für dieses Vorhaben. Ob dieser Plan den Weg in die Realität findet, bleibt jedoch abzuwarten.

## Denkmale und Sehenswürdigkeiten
Die Denkmalliste des Landes Brandenburg für den Landkreis Märkisch-Oderland verzeichnet folgende Bau- und Bodendenkmale:

### Bodendenkmale
- Nr. 60313 Flur 1,4: eine Siedlung der Bronzezeit, der Dorfkern aus dem deutschen Mittelalter, Dorfkern Neuzeit
- Nr. 60848 Flur 1: ein Gräberfeld der Bronzezeit
- Nr. 60849 Flur 1: eine Siedlung der Urgeschichte

### Baudenkmale

Wegendorfer Kirche

Einziges eingetrages Baudenkmal ist die Dorfkirche.
- Dorfkirche Wegendorf. Wegendorfs Feldsteinkirche stammt, mit Ausnahme des 1861 erbauten und 1905 erneuerten Turmes, aus der Mitte des 13. Jahrhunderts. An das Langhaus, dessen einst romanische Fenster verbreitert sind (eine romanische Tür ist geschlossen), schließt sich die Apsis an, die im Jahre 1907 ausgemalt wurde. Der ursprünglich geschnitzte Altar aus der ersten Hälfte des 18. Jahrhunderts mit noch älteren geschnitzten Mittelstücken (Abendmahl- und Kreuzigungsgruppe darstellend), ist durch grauweiße Tünche (um 1925) übermalt. Im Inneren existiert ein rundbogiger Triumphbogen vom Ursprungsbau.

Im Jahre 1861 ist der Turm von Grund auf neu erbaut worden. Der alte abgebrochene Turm war aus Holz erbaut und mit Schindeln gedeckt. Am Ende des Zweiten Weltkriegs verlor die Kirche ihren Turmhelm durch einen Artillerietreffer und besitzt seit 1948 ein flaches Zeltdach.
Im Dreißigjährigen Krieg scheint der Pfarrhof gänzlich zerstört worden zu sein, er ist auch nicht wieder aufgebaut worden. Noch heute befindet sich ein wallartiger Trümmerrest im sogenannten Pfarrgarten links neben der heute ebenfalls nicht mehr existierenden Schmiede.

### Naturdenkmale
Die sog. Schöffenlinde, eigentlich Schöppenlinde im Hausvorgarten Alte Schulstraße 1 wurde aufgrund ihrer das Ortsbild prägenden Gestalt und ihrem historischen Bezug in die 2011 stark revidierte Liste der Naturdenkmäler des Kreises Märkisch-Oderland aufgenommen.

## Bilder von Wegendorf

### In der Gegenwart

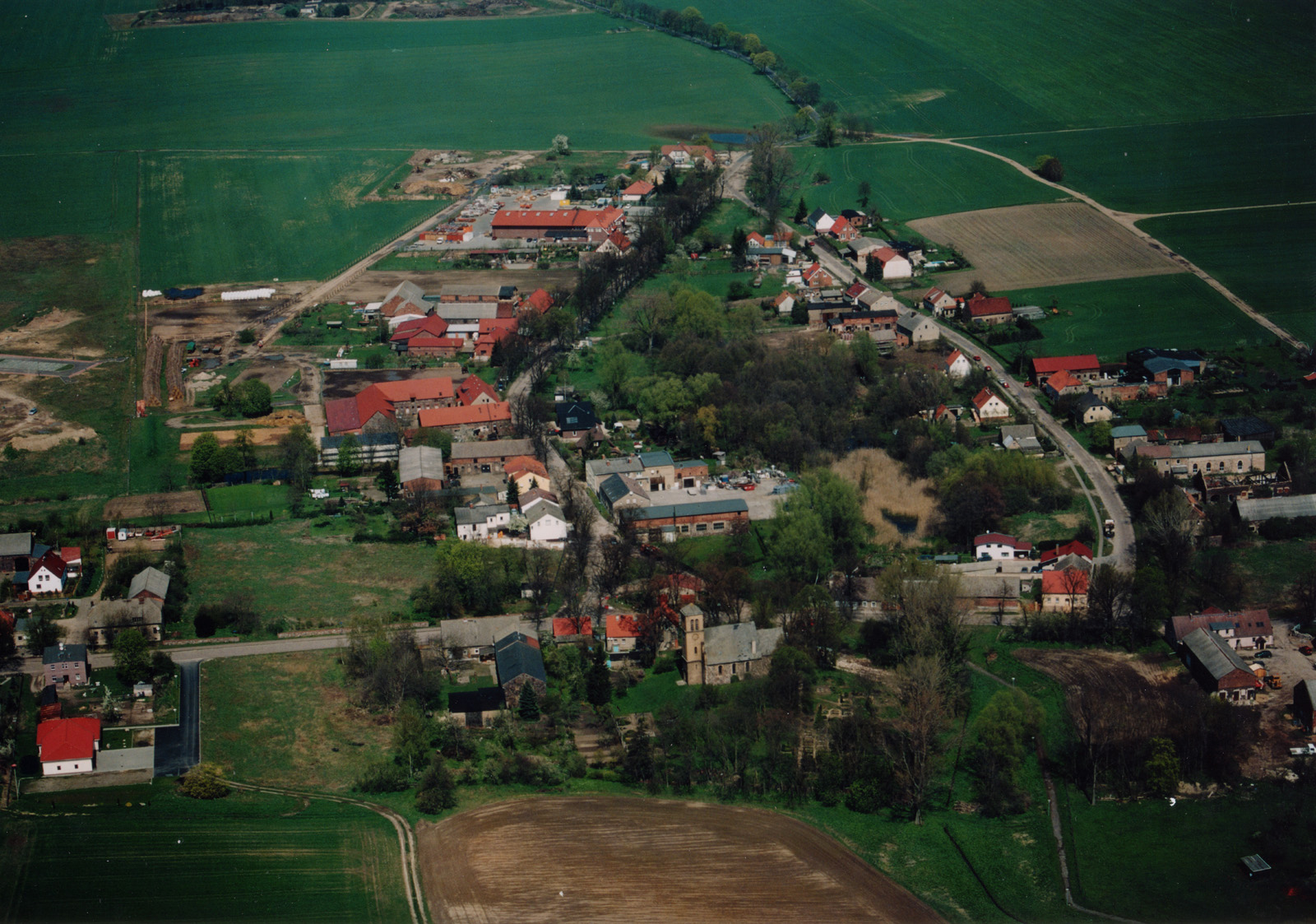
Ortskern Wegendorf Jahr 2000
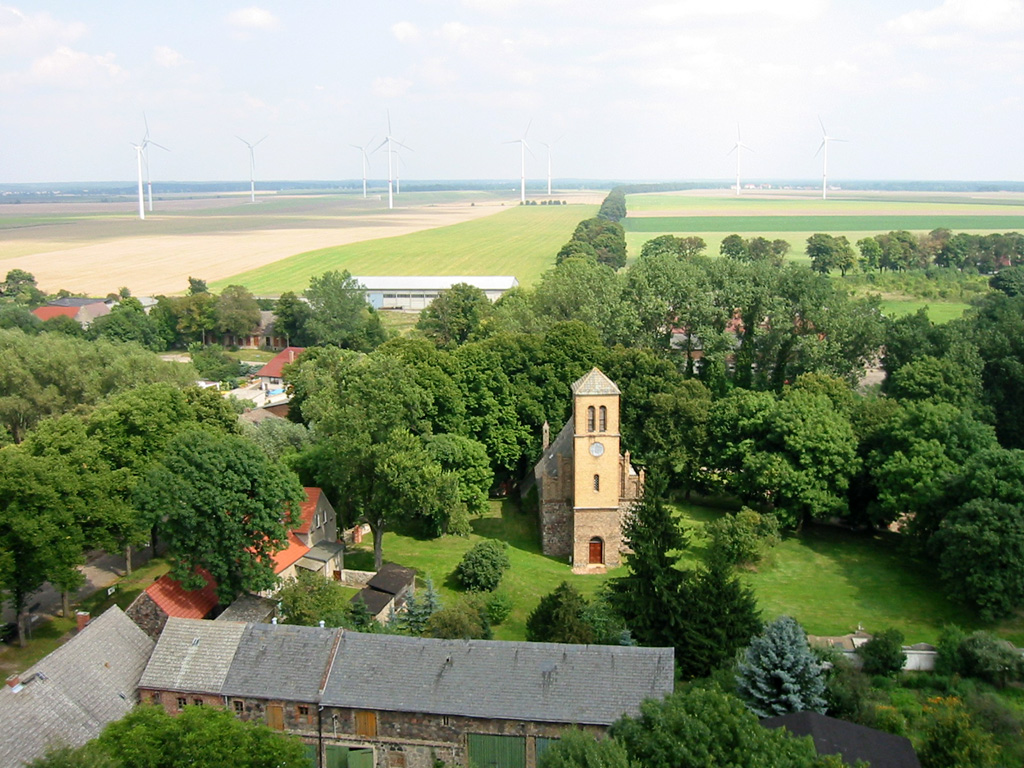
Kirche von Wegendorf 2006
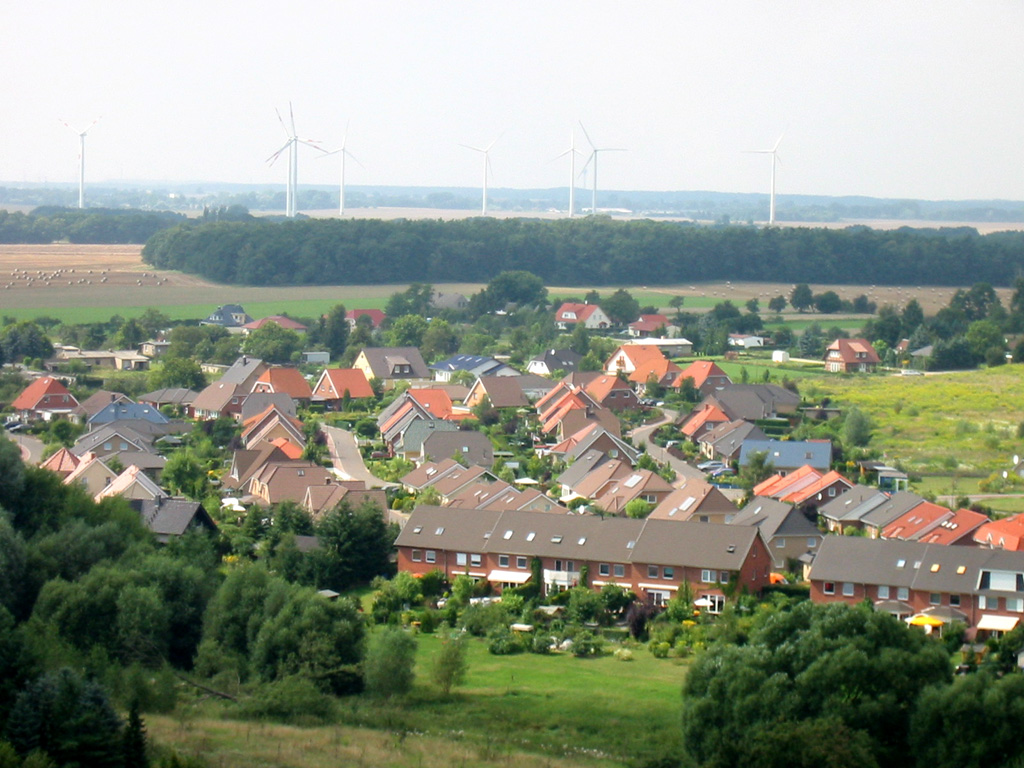
Zentrum Cityhaus-Siedlung 2006

### Vom Anfang des 20. Jahrhunderts

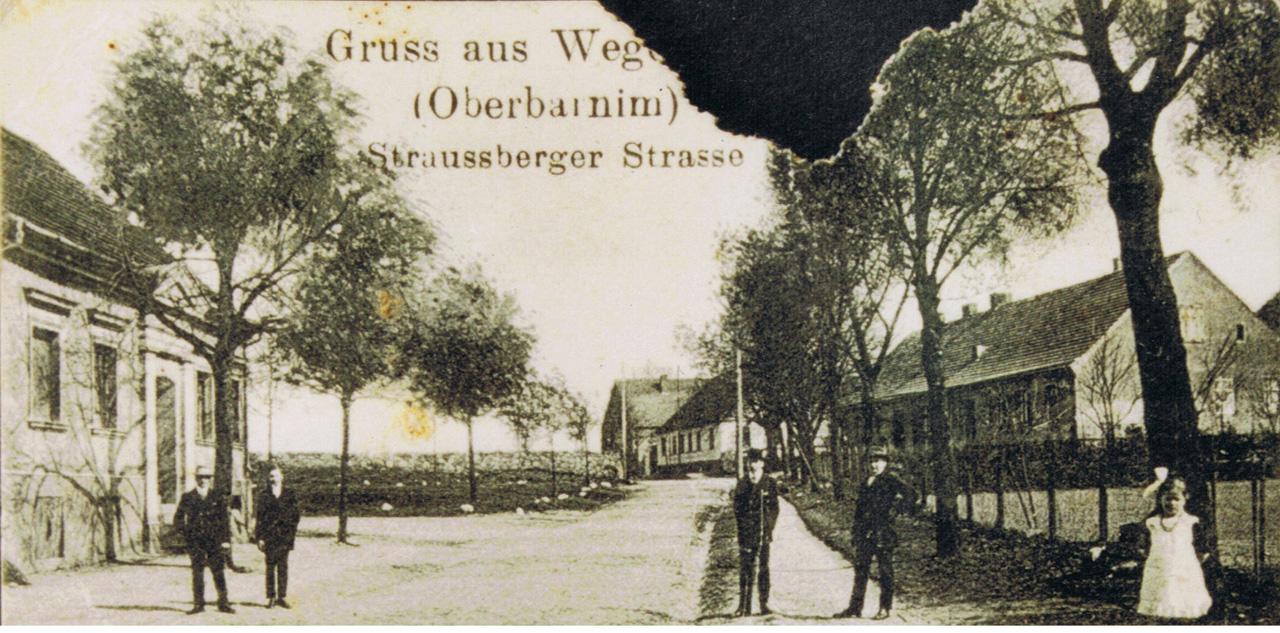
Straussberger Str. (Heutige Alte Schulstraße, aufgenommen vor 1915.)
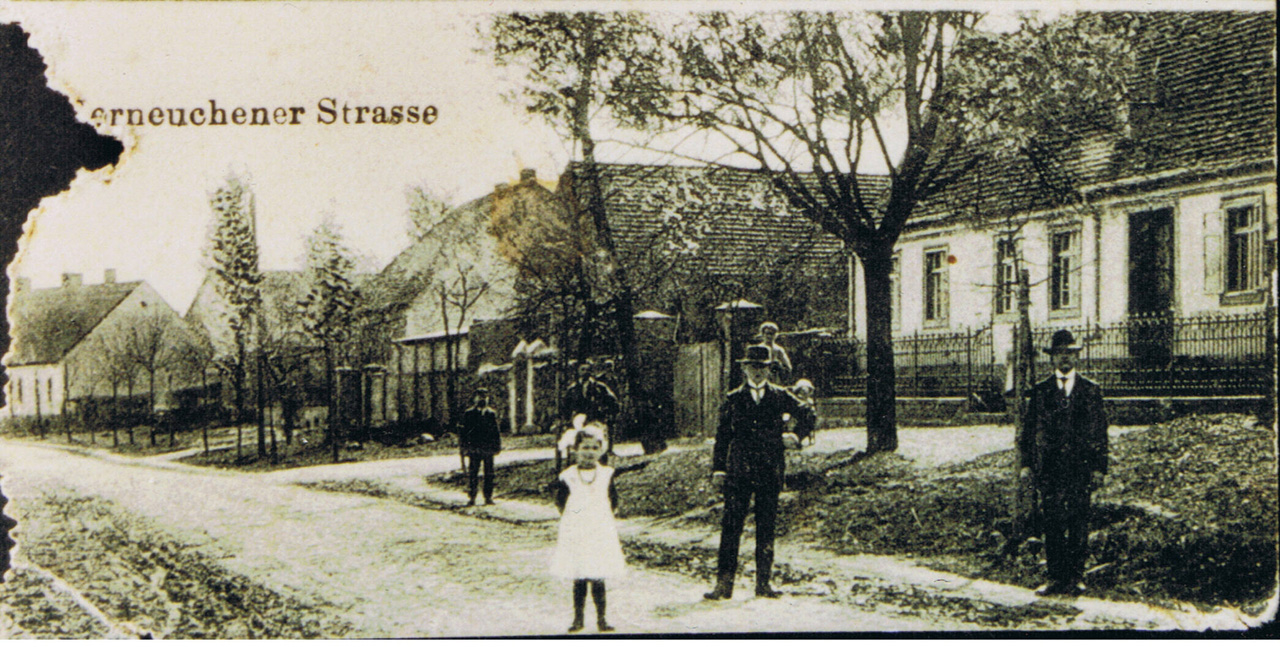
Werneuchener Str. (heutige Alte Dorfstr.)
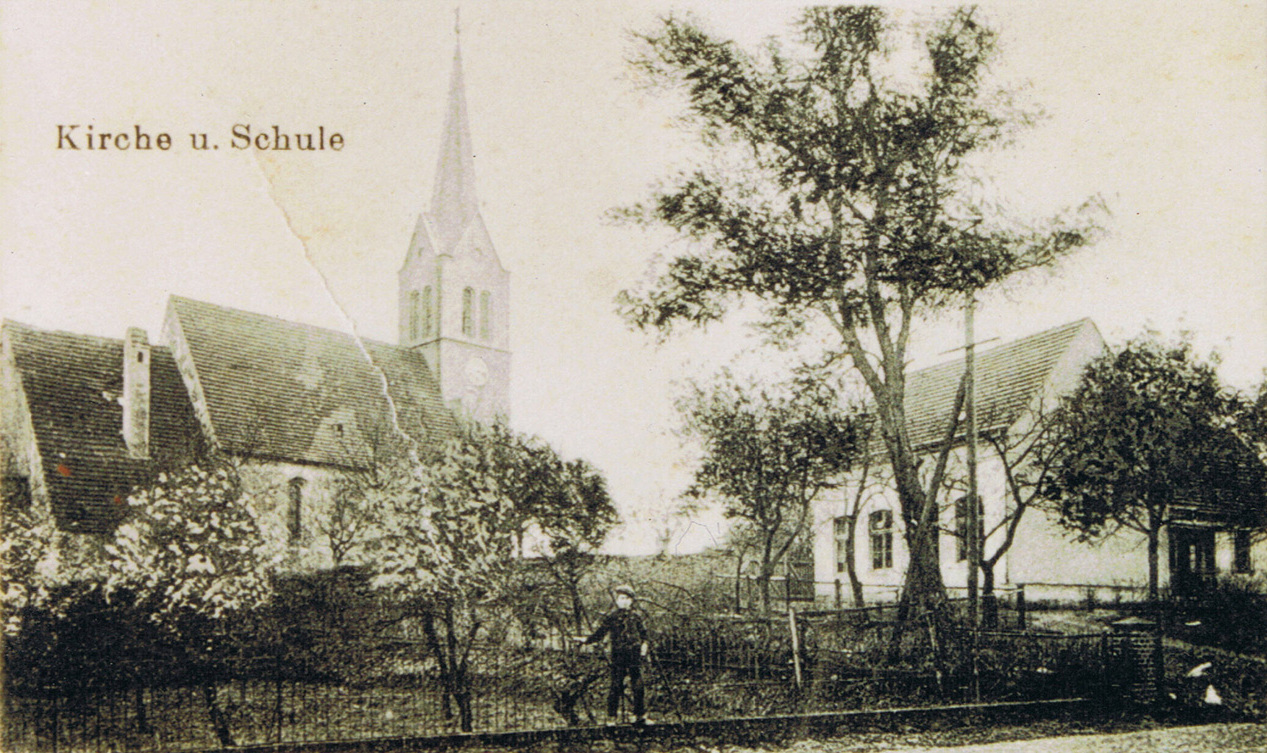
Kirche und Schule (Schule dann anschließend Kindergarten bis 1992)
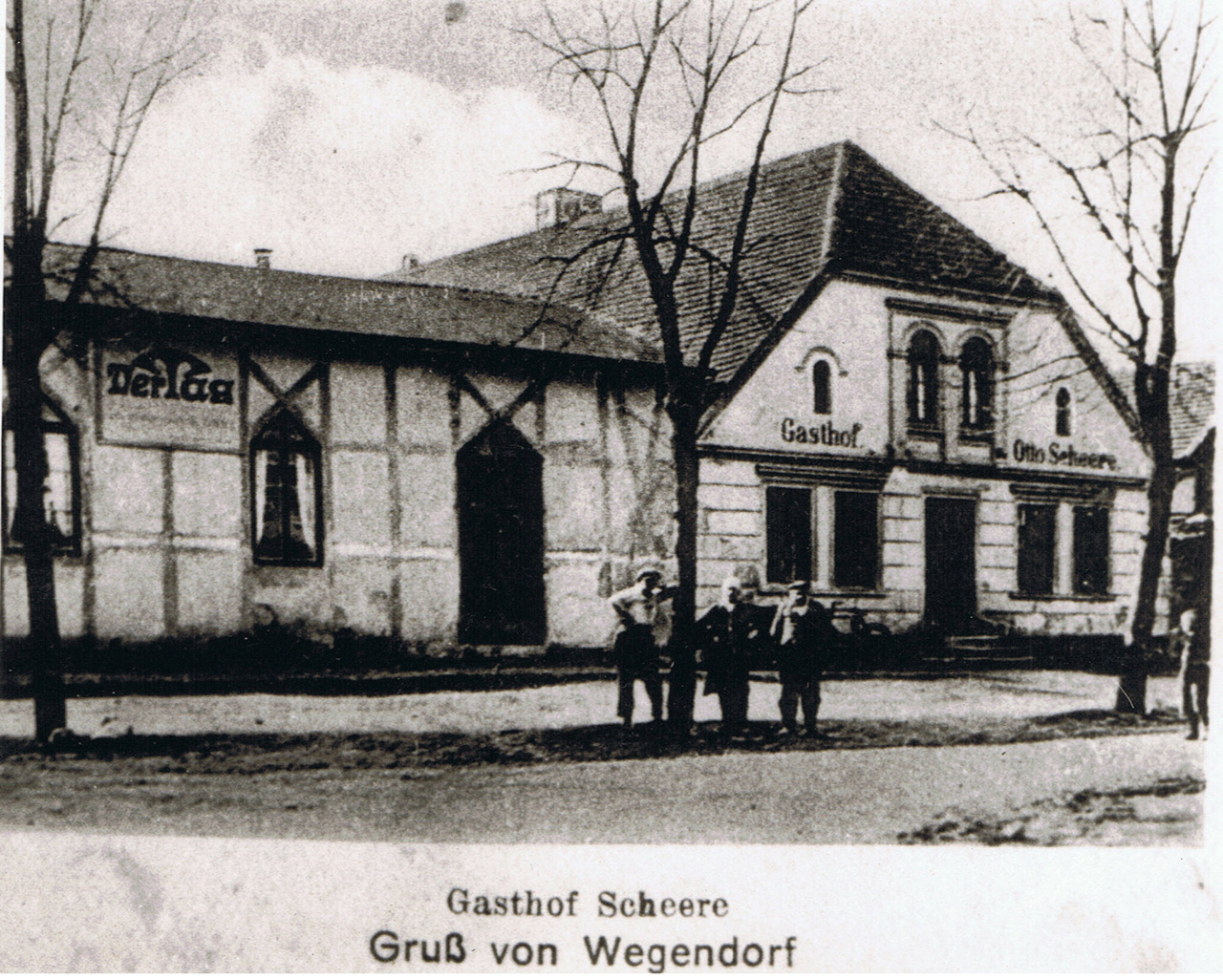
Einstiger Gasthof in Wegendorf (links neben heutiger Bäckerei)

## Anmerkung
1. ↑  In dieser Urkunde erscheinen erstmals Familiennamen bzw. Besitzer der Höfe in Wegendorf. So zinste Simon Genen von seinem Hof mit zwei Hufen vier Schillinge, einen halben Scheffel Erbsen, ein Huhn und den gesamten Zehnten. Lencze Murinan zinste von einer Hufe zwei Schillinge, ein Viertel Erbsen und den ganzen Zehnten, der Hof von Drews Trampe zinste von drei Hufen sechs Schillinge, einen Schock Groschen für das Lehnpferd und einen Scheffel Erbsen, Czernckows Hof zinste von einer Hufe zwei Schillinge und ein Viertel Erbsen, der Hof des Kersten Besendals zinste von vier Hufen acht Schillinge Groschen, einen Scheffel Erbsen, ein Huhn und den ganzen Zehnten, der Hof von Jacob Heynemann zinste von drei Hufen sechs Schillinge Groschen, drei Viertel Erbsen, ein Huhn und den ganzen Zehnten, der Hof von Hans Wryczen zinste von einer Hufe zwei Schilling Groschen, drei Viertel Erbsen ein Huhn und den ganzen Zehnten, Ukrows Hof mit einer Hufe zinste zwei Schillinge, drei Viertel Erbsen, ein Huhn und den ganzen Zehnten, Schönenfelds Hof mit zwei Hufen zinste vier Schillinge Groschen, einen halben Scheffel Erbsen, Claus Kunes Hof mit einer Hufe zinste 16 Groschen und einen Drittel eines halben Scheffels Erbseb, ein Huhn und den ganzen Zehnten, Lyczows Hof mit drei Hufen zinste sechs Schillinge Groschen, und von einer Hufe acht Groschen sowie einen Scheffel Erbsen, ein Huhn und den ganzen Zehnten, Jacob Wriczens Hof mit vier Hufen zinste acht Schillinge Groschen, einen Scheffel Erbsen, ein Huhn und den ganzen Zehnten, Jacob Trampes Hof mit zwei Hufen zinste vier Schillinge, drei Viertel Erbsen, ein Huhn und den ganzen Zehnten, Schellenhofe war zwei Hufen groß und zinste vier Schillinge Groschen, acht Schillinge, drei Viertel Erbsen, ein Huhn und den ganzen Zehnten, Vibeke zinste einen halben Scheffel Erbsen ein Huhn und den ganzen Zehnten, Pilgrim zinste drei Viertel Erbsen, ein Huhn und den ganzen Zehnten, Tews Bernow zinste ein Huhn und den ganzen Zehnten, Ydens Hof zinste 18 Pfennige, ein Huhn und den ganzen Zehnten. Betekes Hof zinste 18 Pfennige, zwei Hühner und den ganzen Zehnten, der Hirte gab sechs Pfennige und den ganzen Zehnten, der Schmied gab den ganzen Zehnten, die Schülerin, drei Groschen, ein Huhn und den ganzen Zehnten, die Tydekenynn drei Groschen, ein Huhn und den ganzen Zehnten. Von 61 Hufen gaben die jeweiligen Besitzer pro Hufe zur Bede zwei Groschen, ein halb Viertel Roggen, einen Scheffel Hafer und einen halben Scheffel Gersten.